# 三遊亭丈助
三遊亭 丈助（さんゆうてい じょうすけ、1962年1月15日 - ）は、落語協会所属の落語家。本名∶浅野 成司。秋田県男鹿市出身。

## 来歴
1980年秋田県立男鹿高等学校卒業。1982年東京デザイナー学院アニメーション科卒業。テレビ局の大道具係、ダイビングインストラクター、印刷関連会社勤務などを経て2004年、42才で三遊亭圓丈に入門。。2005年4月、前座となる、前座名は「たん丈」。
2008年11月11日、二ツ目昇進。
2020年3月下席より春風亭一左、三遊亭志う歌、六代目玉屋柳勢、三遊亭歌扇と共に真打昇進、「丈助」に改名した。

## 芸歴
- 2004年∶三遊亭圓丈に入門。
- 2005年4月∶前座となる、前座名「たん丈」。
- 2008年11月∶二ツ目昇進。
- 2020年3月∶真打昇進、「丈助」と改名。

## 出囃子
- スモーク・オン・ザ・ウォーター（2008年 - 2020年）
- 千本桜（2020年 - ）

## 人物
なまはげを題材にしたオリジナルの小噺を得意とする。
落語協会の入門制限規約を作った当事者である。師匠の圓丈が理事会で「たん丈は歳を取りすぎていて何にも覚えられない、ダメだ！でも、弟子として取ったからには愛情もあるし、破門にできない。こういう思いをしないためにも入門に年齢制限を定めたらどうか？」と提案した。なお、丈助は落語協会会長柳亭市馬（1993年真打）と同い年である。なお、圓丈からは「なんて中途半端なんだ！どうせなら還暦真打だろ！」と言われたとのこと。
手ぬぐいは『ジョジョの奇妙な冒険～黄金の風』の主人公ジョルノ・ジョバァーナのイタリアギャングのリーダー、ブローノ・ブチャラティのスーツのドット柄をモチーフにしている。